# Eugen Schmalenbach
Johann Wilhelm Eugen Schmalenbach (Halver, Rin del Nord-Westfàlia, 20 d'agost de 1873 - Colònia 20 de febrer 1955) fou un economista alemany.
Estudià a l'Escola Superior de Comerç de Leipzig i des del 1903 donà classes d'economia a Colània fins que es jubilà el 1933. La seva fama com economista es va cimentar durant la Primera Guerra Mundial, de tal manera que quan es va proclamar el Tercer Reich la seva esposa jueva es va salvar de la persecució. És autor de la teoria del balanç dinàmic o efecte Schmalenbach, que procura el càlcul més aproximat a la realitat del resultat de l'empresa, que és força aplicada en la gestió empresarial i l'anàlisi de despeses fixes, ja que redacta un pla comptable.
Afirmava que a mesura que augmenta la proporció de les despeses fixes, les empreses perden capacitat per a adaptar-se a les variacions del mercat. El seu mètode consisteix a realitzar una anàlisi comparada dels comptes de resultats d'una empresa durant dos períodes consecutius i imputar-ne la incidència a tres possibles causes en la variació dels beneficis:
- Variació en el marge de beneficis
- Alteració en el volum de vendes de l'empresa
- Modificació en el grau d'ocupació

## Obres
- Grundlagen dynamische Bilanzlehre (Fonaments d'una teoria dinàmica del balanç, 1919)
- Goldmarbilanz (El balanç en marcs d'or, 1922)
- Dynamishe Bilanz (Balanç dinàmic, 1962)